# Cajamarca (Sucre)
Cajamarca ist eine Ortschaft im Departamento Chuquisaca im südamerikanischen Anden-Staat Bolivien.

## Lage im Nahraum
Cajamarca ist drittgrößte Ortschaft des Kanton Mamahuasi im Municipio Sucre in der Provinz Oropeza. Die Ortschaft liegt auf einer Höhe von 3280 m in einer Talregion östlich der von Norden nach Süden verlaufenden Cordillera de los Frailes.

## Geographie
Cajamarca liegt östlich des Altiplano in der bolivianischen Cordillera Central. Das Klima ist ein gemäßigtes Höhenklima und ein typisches Tageszeitenklima, bei dem die mittlere Temperaturschwankung im Tagesverlauf stärker ausfällt als im Jahresverlauf.
Die Jahresdurchschnittstemperatur in der Region liegt bei etwa 16 °C (siehe Klimadiagramm Sucre), die Monatsdurchschnittswerte schwanken zwischen 14 °C im Juni/Juli und 17 °C im Oktober/November. Der Jahresniederschlag beträgt etwa 700 mm und weist fünf aride Monate von Mai bis September mit Monatswerten unter 25 mm auf, und eine deutliche Feuchtezeit von Dezember bis Februar mit Monatsniederschlägen zwischen 125 und 150 mm.

## Verkehrsnetz
Das Streudorf Cajamarca liegt in einer Entfernung von 26 Straßenkilometern nordwestlich von Sucre, der Hauptstadt des Departamentos.
Durch Sucre führt die 976 Kilometer lange Nationalstraße Ruta 6, die vom bolivianischen Tiefland an der Grenze zu Paraguay im Osten über Padilla nach Sucre und weiter nach Oruro im Hochland führt. Von Sucre aus führt die Straße vorbei am ehemaligen Flughafen der Stadt in nordwestlicher Richtung, nach 22 Kilometern zweigt bei dem Dorf Punilla eine unbefestigte Landstraße in südwestlicher Richtung von der Ruta 6 ab und führt in westlicher Richtung weiter nach Potolo. Noch in Punilla zweigt eine unbefestigte Seitenstraße nach Westen ab und erreicht nach vier Kilometern Cajamarca.

## Bevölkerung
Die Einwohnerzahl der Ortschaft hat sich in dem Jahrzehnt zwischen den beiden letzten Volkszählungen kaum verändert:
| Jahr | Einwohner         | Quelle       |
| ---- | ----------------- | ------------ |
| 1992 | keine Detaildaten | Volkszählung |
| 2001 | 120               | Volkszählung |
| 2012 | 126               | Volkszählung |
| 2024 |                   | Volkszählung |

Die Region weist einen hohen Anteil an Quechua-Bevölkerung auf, im Municipio Sucre sprechen 61,6 Prozent der Bevölkerung Quechua.

## Ökologisches Projekt Cajamarca
Durch eine Initiative der Pädagogischen Hochschule Sucre wurde im Jahr 1990 in der Gemeinde Cajamarca das Ökologische Jugendzentrum (CEJ; Centro Ecológico Juvenil) gegründet. Ziel war es, in dieser trockenen und erosionsgefährdeten Region Aufforstung mit Waldwirtschaft und regionaler Entwicklung zu verbinden. Die anfangs skeptische Haltung der örtlichen Kleinbauern hat sich seit langem zu aktiver Mitarbeit gewandelt. Auf einer Fläche von 500 Hektar sind in der kargen Hochandenregion inzwischen hunderttausende von Bäumen gepflanzt worden, die das Bild des Bergtals nachhaltig verändert haben: Das Klima ist ausgeglichener geworden und die neu entstandene Humusschicht bindet die Niederschläge, so dass sich die Versorgung der Stadt Sucre mit dem Wasser aus diesem Bachtal inzwischen verdoppelt hat. Besonders erwähnenswert ist die Besitzübertragung von 85 Hektar Aufforstungsland an sechs junge Mädchen aus Campesino-Familien des Cajamarca-Tales, unter der Bedingung, dass sie ihr Land mit der Unterstützung des CEJ zwanzig Jahre lang aufforsten. So konnten junge Menschen und lokale Organisationen als freiwillige Mitarbeitende, Förderer und Mitarbeiter des sozio-ökologischen Projektes gewonnen werden, anfangs mit Beteiligung internationaler Freiwilliger, mittlerweile ist das Zentrum durch eine bolivianische Stiftung selbst verwaltet und ein beliebter Naherholungsort für die städtische Bevölkerung der bolivianischen Hauptstadt Sucre.
Mitinitiatorin des Projekts ist die Deutsche Annelie Dehmel (1937 – 2022), die mit ihrem Ehemann Peter mehrfach für ihre nachhaltige Projektarbeit ausgezeichnet worden ist:

Im Jahr 2010 erhielt Annelie Dehmel die Auszeichnung des „Gran Mariscal de Ayacucho“ für besondere sozial-kulturelle und ökologische Leistungen im Departamento Chuquisaca.

Im Jahr 2013 erhielt sie eine persönliche Auszeichnung für den besonderen Einsatz für Menschenrechte von der „Asamblea de Derechos Humanos“ in Chuquisaca.

Im Jahr 2015 wurde sie durch die „Fondation Yves Rocher“ in Stuttgart mit dem Preis „Trophée de Femmes“ für ihr beispielhaftes Engagement für die Umwelt ausgezeichnet.
Im Dezember 2016 erhielt Annelie Dehmel das Verdienstkreuz am Bande des Verdienstordens der Bundesrepublik Deutschland.